# Union socialiste républicaine

logo

De Union socialiste républicaine USR, Nederlands: Unie van Socialistische Republikeinen, was een politieke partij in Frankrijk, in de tijd van de Derde Republiek, die in 1935 werd opgericht. De Union socialiste républicaine bestond uit een bundeling van drie kleinere socialistische partijen die rechts van de Section française de l'Internationale ouvrière SFIO stonden. De drie partijen die de USR vormden waren:
- de Parti socialiste français PSR,
- de Parti socialiste de France-Union Jean Jaurès PSdF en
- de Parti républicain-socialiste PRS.

De Union socialiste républicaine sloot zich bij het linkse Front Popopulaire, Volksfront aan en na de verkiezingsoverwinning van 1936 trad de USR toe tot de kabinetten-Blum en Chautemps. Dit waren linkse regeringen, regeringen van het Volksfront. Ministers namens de USR in deze regeringen waren Paul Ramadier: staatssecretaris van Mijnbouw, Elektrificering en Vloeibare Brandstoffen en daarna onderstaatssecretaris van Openbare Werken, Pierre Viénot: staatssecretaris van Buitenlandse Zaken, Henry Andraud: staatssecretaris van Luchtvaart en Maurice Violette: minister van Staat.
De Union socialiste républicaine staakte na de Duitse inval in Frankrijk in mei 1940 haar activiteiten. Slechts enkele leden van de USR, waaronder Ramadier, namen deel aan het verzet. Anderen, vooral personen die lid waren geweest van de PsDF, collaboreerden met de Duitse bezetter, bijvoorbeeld Marcel Déat.
De partij herleefde na de bevrijding niet meer en de meeste van haar leden, waaronder Ramadier, keerden naar het SFIO terug. De collaborerende leden werden gestraft.

## Voetnoten
1. ↑  Aanvankelijk lid van SFIO, trad hij in 1936 uit die partij en was medeoprichter van de USR. Hij werd na de bevrijding weer lid van de SFIO.